# Zürich (kanton)
Zürich är en kanton i nordöstra Schweiz. Zürich gränsar i norr till Schaffhausen, Aargau i väst, Schwyz och Zug i söder samt Sankt Gallen och Thurgau i öst. Huvudstaden är Zürich.

## Geografi

### Indelning
Kantonen är indelad i tolv distrikt och 162 kommuner.
| Distrikt    | Antal kommuner |
| ----------- | -------------- |
| Affoltern   | 14             |
| Andelfingen | 22             |
| Bülach      | 22             |
| Dielsdorf   | 22             |
| Dietikon    | 11             |
| Hinwil      | 11             |
| Horgen      | 9              |
| Meilen      | 11             |
| Pfäffikon   | 10             |
| Uster       | 10             |
| Winterthur  | 19             |
| Zürich      | 1              |

## Politik

### Kantonsparlamentet
Den lagstiftande makten utövas av kantonsparlamentet, kantonsrådet (Kantonsrat), med 180 ledamöter valda på fyra år i tio valkretsar där platserna fördelas efter den biproportionella metoden.

### Regering
Regeringen, regeringsrådet (Regierungsrat), består av sju ledamöter (regeringsråd) valda på fyra år genom ett majoritetsvalsförfarande, där väljarna på blanka valsedlar får skriva in namnet på de som de vill se valda. Det förekommer inga partibeteckningar och inga valsedlar med tryckta namn. Regeringspresidenten väljs av regeringen och byter innehavare varje år.

### Direkt demokrati
- Obligatorisk folkomröstning: Vid författningsändringar och om kantonsparlamentet avvisar ett folkinitiativ (se nedan).
- Fakultativ folkomröstning: Vid lagstiftning om 3 000 väljare kräver det.
- Folkinitiativ: 6 000 väljare kan lämna förslag till lagändringar eller ändringar i författningen. Ett sådant förslag måste behandlas av kantonsparlamentet.
- Personinitiativ: En enskild väljare kan lämna förslag till lagändringar eller ändringar i författningen. Det måste behandlas som ett lagförslag om det får stöd av 1/3 av kantonsparlamentets ledamöter.

### Mandatfördelning

Mandatfördelning i kantonsparlamentet efter valet 2011. Från vänster till höger på den politiska skalan.
AL = Alternativ vänster (Schweiz)
GPS =Schweiz gröna parti
SP =Socialdemokraterna (Schweiz)
EVP = Schweiz evangeliska folkparti
GLP =Grönliberala partiet
CVP =Schweiz kristdemokratiska folkparti
FDP =Schweiz frisinnade demokratiska parti
BDP = Schweiz borgerliga demokratiska parti
EDU = Federala demokratiska unionen
SVP = Schweiziska folkpartiet.

| Parti | Departement | Partifördelningen i regeringen efter valet 2011 |
| ----- | ----------- | ----------------------------------------------- |
| SP    | Utbildning  |                                                 |
| SVP   | Ekonomi     |                                                 |
| FDP   | Finans      |                                                 |
| SVP   | Byggnads    |                                                 |
| FDP   | Hälso       |                                                 |
| GPS   | Justitie    |                                                 |
| SP    | Säkerhets   |                                                 |